# Kruishoogte
In de luchtvaart verstaat men onder  kruishoogte het vliegniveau dat aangehouden wordt om zo economisch mogelijk te kunnen vliegen op kruissnelheid. Deze kruishoogte is per  vliegtuigtype verschillend en is afhankelijk van het gewicht van het toestel. Verder zal de gekozen kruishoogte ook afhangen van de ligging en sterkte van de eventueel aanwezige straalstroom.

## Beschrijving
Vanaf het begin van het vliegen met straalvliegtuigen gebruiken piloten al technieken om zo efficiënt mogelijk van A naar B te vliegen. Dit wordt bereikt door geleidelijk de vlieghoogte van het toestel te verhogen naarmate tijdens de vlucht het gewicht van het vliegtuig afneemt (doordat brandstof wordt verbruikt). In moderne verkeersvliegtuigen worden de berekeningen over de juiste klimsnelheid en de meest geschikte kruishoogte gewoonlijk gemaakt en/of uitgevoerd door het Flight management system: een boordcomputer die deze berekeningen maakt. Dit systeem geeft een "step"advies als het gewicht van het vliegtuig afneemt tijdens de vlucht. 
Een stapsgewijs verlopende klim van een vliegtuig van de ene kruishoogte naar een volgende om steeds te vliegen op de meest efficiënte kruishoogte noemt men een 'step-climb'.
Oorspronkelijk gebruikte men de "cruise climb", vertaald als "kruisklim": een simpele, continue klim van een eerste kruishoogte naar een volgende kruishoogte om inderdaad brandstof te besparen. Inmiddels is het door de grotere drukte in de luchtwegen nodig speciale vliegniveaus in te stellen waarin vliegtuigen kunnen stijgen of dalen. De luchtverkeersleiding leidt de toestellen dan door de verschillende hoogten. Afhankelijk van de reglementen ter plaatse liggen de verschillende stappen op 1.000, 2.000 of 4.000 voet, (300, 600 of 1.200 m).
Als er geen ander luchtverkeer in de omgeving is kan een toestel, zoals Concorde vaak deed, continu klimmen naar gewoonlijk bijna 60.000 voet (18 km).
Het stapsgewijs of met een kruisklim klimmen is niet aan de orde voor kleinere vliegtuigen met zuigermotoren of turboprops. Deze motoren hebben heel andere karakteristieken dan turbofan- of andere straalmotoren. Gewoonlijk vliegen deze toestellen maar een paar duizend voet boven de grond: hoger vliegen betekent meestal dat de motoren minder efficiënt gaan werken.

## "Informele step-climbs"
Sommige piloten gebruiken een paar vuistregels om te bepalen of een step-climb nuttig is. Deze "regels" houden geen rekening met verschillende windrichtingen op verschillende hoogten; een vliegplan gemaakt met behulp van de computer kan dit beter en laat het vliegtuig bij bepaalde weersomstandigheden een step-descent (een stapsgewijze daling) maken. 
Twee van deze regels zijn:
- Blijf klimmen als je licht genoeg bent tot het volgende bereikbare vliegniveau, tot het moment van dalen.
- Als het mogelijk is 20 minuten op een hoger niveau te vliegen voor het begin van de daling (de "Top of Descent") dan is het meestal kostendekkend deze uit te voeren.

## "Het uiteindelijke vliegpatroon"
Na de "push-back" wacht het toestel op "clearance" om naar de startbaan te taxiën. Dat gebeurt met een snelheid van ongeveer 50 km/uur. Op de startbaan is het wachten op: "clear for take-off". De motoren gaan in vol vermogen en de snelheid loopt op tot 250=300 Km/uur. Na ongeveer 15 minuten wordt de kruishoogte bereikt. Deze hoogte loopt van 9 tot 12 kilometer, afhankelijk van de bezetting in het vluchtruim. Over het algemeen zijn de routes tussen 11 en 12 kilometer het meest in gebruik. Dit gebied is ook bekend als de straalstroom van de lucht. Deze wordt veroorzaakt door de draaiing van de aarde en is altijd naar het oosten toe. Vandaar dat de zon ook in het oosten opkomt. Wie een vlucht heeft richting het oosten, kan daar dus profijt van hebben. Bij verre vluchten kan de winst al oplopen tot een uur korter vliegen. Zelfs de space shuttle draait een kwartslag om uiteindelijk naar het oosten te stijgen. Hiermee wordt veel snelheid gewonnen.
Gedurende een vlucht, is het mogelijk om een onweersbui tegen te komen. Deze reiken meestal ook een hoogte van 12 kilometer. Een optie is om er met toestemming van de vlucht verkeersleiding, omheen te vliegen. Echter zijn de ontwikkelingen in de techniek ook al veel verder en is het mogelijk om te stijgen naar 13 kilometer. Dus over de bui heen vliegen wordt dan mogelijk. Dit heeft uiteraard te maken met het type motor die in nog ijlere lucht voldoende zuurstof kan verbruiken. Maar voorlopig is de 12 kilometer echt de grens.
Bij het benaderen van de bestemming, gaan de motoren terug in vermogen. De snelheid gaat terug en in de daling wordt uiteindelijk de landingsbaan bereikt. Ook hier ligt de snelheid nu rond de 250-300 km/uur. Zodra het toestel de baan raakt, worden de straalomkeerders ingeschakeld. Dit betekent dat de uitstroom van de motor wordt afgesloten en via kanalen naar voren wordt gericht. Door gas te geven blazen nu de motoren alles naar voren waardoor het toestel afremt. Dat scheelt weer in de kosten op de remschijven.